# Михайловщина (Иркутская область)
Миха́йловщина — деревня в Усть-Удинском районе Иркутской области. Входит в состав Светлолобовского муниципального образования.

## География
Деревня находится на правом берегу реки Ангара, на расстоянии 2 км к северу от посёлка городского типа Усть-Уда, административного центра района, от которого отделена заливом Братского водохранилища.

## Население
| 2002 | 2010 | 2011 | 2012 |
| ---- | ---- | ---- | ---- |
| 246  | ↘237 | ↘236 | ↘227 |

## Улицы
| - ул. Ваулова, - пер. Майский, - ул. Набережная, | - ул. Октябрьская, - ул. Сидоренко, - ул. Совхозная. |